# Charlie Brooks (Mörder)
Charlie Brooks Jr. (* 1. September 1942 in Texas; † 7. Dezember 1982 in Huntsville, Texas) war ein US-amerikanischer Mörder. Er wurde medienweit bekannt, da er der erste Mensch in Texas war, der nach Wiedereinführung der Todesstrafe durch die Giftspritze hingerichtet wurde.
Am 14. Dezember 1976 erschossen er und sein Komplize Woody Lourdes einen Autohändler, nachdem sie eine Testfahrt vereinbart hatten.
Während Lourdes zu 40 Jahren Haft verurteilt wurde, bekam Brooks die Todesstrafe. Während seiner Haftzeit konvertierte er zum Islam. Er richtete seine letzten Worte vor der Hinrichtung an Allah:

“Yes, I do. I love you. Asdadu an la ilah illa Allah, Asdadu an la ilah illa Allah, Asdadu anna Muhammadan Rasul Allah, Asdadu anna Muhammadan Rasul Allah. I bear witness that there is no God but Allah. I bear witness that Muhammad is the messenger of Allah. Inna li-Allah wa-inna ilayhi rajiun. Verily unto Allah do we belong, Verily unto him do we return. Be strong.”

Die Vollstreckung des Urteils fand am 7. Dezember 1982 in der Huntsville Unit statt. Die Hinrichtungs-Utensilien von Brooks sind im Texas Prison Museum in Huntsville ausgestellt.
| Personendaten    | Personendaten                                  |
| ---------------- | ---------------------------------------------- |
| NAME             | Brooks, Charlie                                |
| ALTERNATIVNAMEN  | Brooks, Charlie junior; Brooks, Charles junior |
| KURZBESCHREIBUNG | US-amerikanischer Mörder                       |
| GEBURTSDATUM     | 1. September 1942                              |
| GEBURTSORT       | Texas                                          |
| STERBEDATUM      | 7. Dezember 1982                               |
| STERBEORT        | Huntsville, Texas                              |